# Fritz Buchthal
Fritz Buchthal (geboren 19. August 1907 in Witten; gestorben 24. Dezember 2003 in Santa Barbara (Kalifornien)) war ein deutsch-dänischer Neurophysiologe.

## Wissenschaftliche Laufbahn
Fritz Buchthal studierte Medizin in Freiburg, Berlin und an der Stanford University in Kalifornien. 1932 wurde er promoviert. Seine Stelle als Assistent am Physiologischen Institut der Universität Berlin verlor er nach der nationalsozialistischen Machtergreifung und der damit einhergehenden Ausgrenzung und Verfolgung von Juden. Daraufhin emigrierte er nach Dänemark und forschte an der Universität Kopenhagen auf dem Gebiet der Neurophysiologie. 1943 floh er im Rahmen der Rettung der dänischen Juden weiter nach Schweden und lehrte dort anschließend an der Universität Lund. Nach Ende des Zweiten Weltkriegs blieb er in Dänemark, wo er 1946 die dänische Staatsbürgerschaft erhielt und 1955 der erste dänische Professor für Neurophysiologie an der Universität Kopenhagen wurde.

## Schriften
- Über das Refraktärstadium des Vorhofs. In: Zeitschrift für Biologie. Bd. 91, H. 5. 1931 (S. 349–357), Lehmanns Verlag, München (1931); Berlin, Med. Diss., 1932 (Hochschulschrift)
- Einführung in die Elektromyographie. (Originaltitel: An Introduction to electromyography; aus dem Englischen übersetzt von Albrecht Struppler), Urban & Schwarzenberg, München / Berlin 1958